# Lucien Fabre

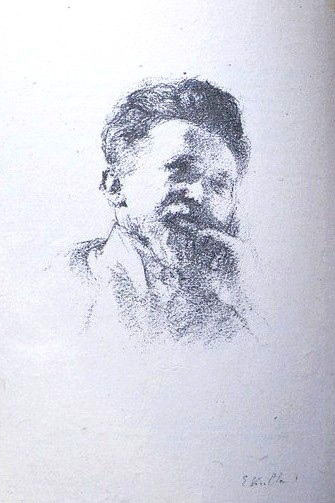
Porträt von Lucien Fabre durch Édouard Vuillard

Lucien Fabre (* 14. Februar 1889 in Pampelonne; † 26. November 1952 in Paris)  war ein französischer Schriftsteller, Ingenieur und Industrieller. 1923 erhielt er den  Prix Goncourt für den Roman Rabevel ou Le mal des ardents (in drei Bänden bei Gallimard erschienen).

## Leben
Fabre war der Sohn eines Kaufmanns für Bekleidung und besuchte die École centrale des arts et manufactures in Paris.
Fabre war an Kunst und Literatur interessiert und mit Paul Valéry, Léon-Paul Fargue und  Jacques Thibaud bekannt. Er stand den Sozialisten nahe (Jean Jaurès kannte er noch aus seiner Jugend). Seine Bücher zeigen auch vielfach seine Verbundenheit mit seiner heimatlichen Languedoc.
Im Ersten Weltkrieg war er Offizier bei der Artillerie und wurde 1914 schwer verwundet. Für den Rest des Krieges war er Manager in der Rüstungsindustrie.
1921 veröffentlichte er ein populärwissenschaftliches Buch über die Relativitätstheorie (Les théories d'Einstein: une nouvelle figure du monde, Paris: Payot, 1921). Darin fügte er auch ein angebliches Vorwort von Einstein ein, was diesen erzürnte. Auf Drängen von Einstein musste er das Vorwort wieder zurückziehen. Er veröffentlichte auch Lyrik (sein erster Gedichtband Connaissance de la déesse erschien 1920 mit einem Vorwort von Paul Valéry).
Für sein Buch Jeanne d'Arc (1948) erhielt er den großen Preis für Geschichte der Académie francaise.
1933 wurde er Offizier der Ehrenlegion und später Kommandeur.

## Publikationen (Auswahl)
- Connaissance de la déesse. Avant propos de Paul Valéry. Paris, Société Littéraire de France, 1920.
- Les théories D'Einstein. Paris: Ed. Payot, 1921
- Bassesse de Venise, précédé de La traversée de l'Europe en avion et du Légat. Avec un portrait de l'auteur par Man Ray gravé sur bois par G. Aubert. Paris: Nouvelle Revue Française, 1924
- Essai sur le Génie de Copernic. Paris, Marcelle Ledage, 1926
- Le Rire et les Rieurs. Paris: Editions de la Nouvelle Revue Francaise, 1929
- Jeanne d'Arc. Paris: Editions Jules Tallandier, 1948
- Rabevel ou le mal des ardents. Tome 1. Ed. de l'imprimerie de Monaco, 1950

## Übersetzungen (Auswahl)
- Bauer ohne Pflug (Die weiße Reihe – Steiniger). Berlin: Dom-Verlag, 1936